# ديانا رادوجيفيتش
ديانا رادوجيفيتش (بالسيريلية الصربية: Дијана Радојевић) مواليد 2 أبريل 1990 في ياغودينا، جمهورية يوغوسلافيا الاشتراكية الاتحادية، هي لاعبة كرة يد صربية تلعب كجناح أيسر. حققت المركز الثالث في الألعاب الجامعية الصيفية 2015.

## سجل المنافسة
شاركت في البطولات التالية:
- بطولة العالم لكرة اليد للسيدات 2015
- بطولة أوروبا لكرة اليد للسيدات 2014

## الميداليات
| الميدالية | المسابقة                      |
| --------- | ----------------------------- |
| برونزية   | الألعاب الجامعية الصيفية 2015 |

## روابط خارجية
- ديانا رادوجيفيتش على موقع الاتحاد الأوروبي لكرة اليد (الإنجليزية)